# Linkenbach
Linkenbach ist eine Ortsgemeinde im Landkreis Neuwied in Rheinland-Pfalz. Sie gehört der Verbandsgemeinde Puderbach an.

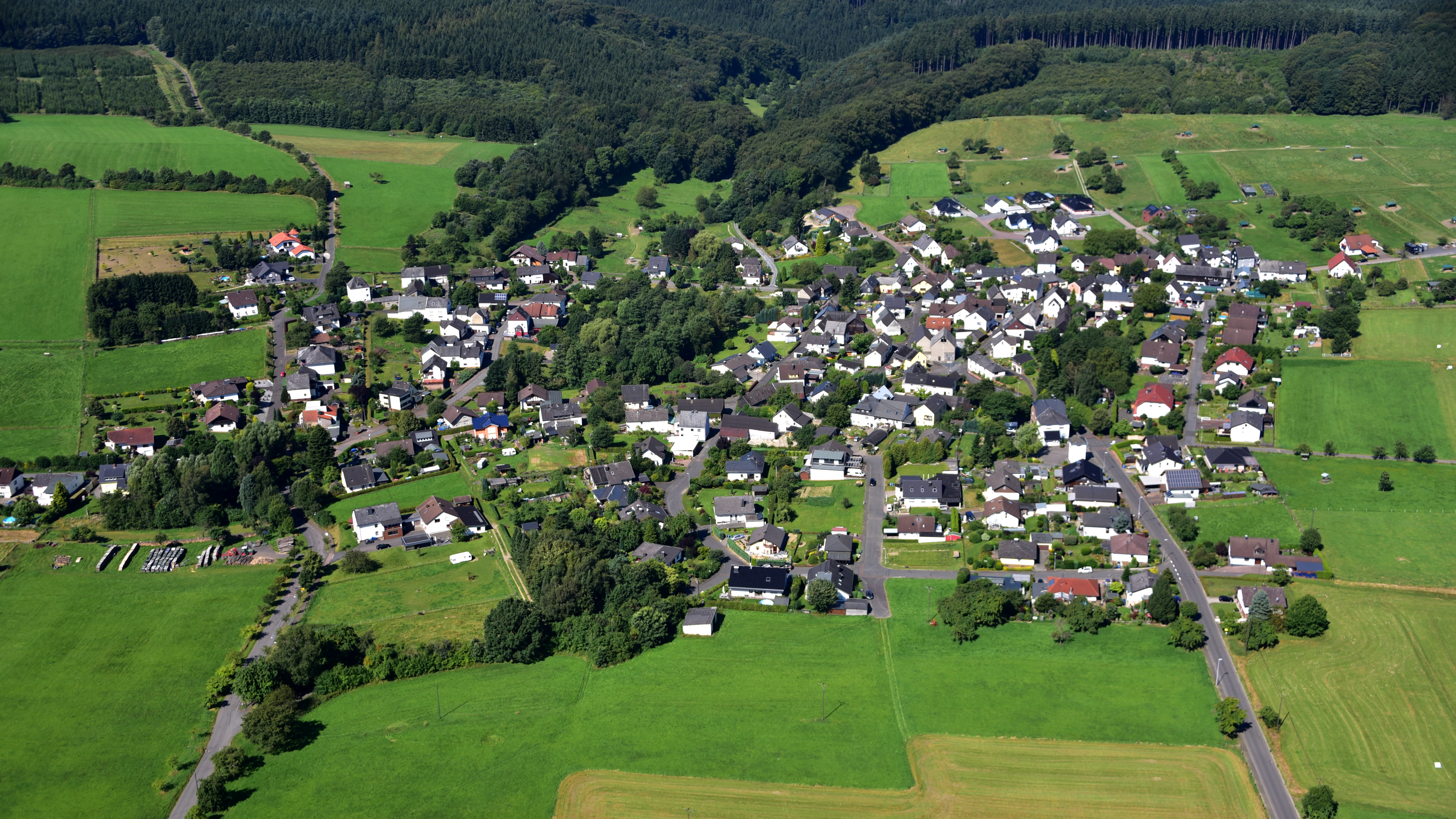
Linkenbach, Luftaufnahme (2016)

## Geographie
Die Westerwald-Gemeinde Linkenbach liegt zwischen den Kreisstädten Neuwied und Altenkirchen (Westerwald). Das bergige Gemeindegebiet (bis 401 m ü. NHN) liegt im Märkerwald im nordöstlichen Teil des Naturparkes Rhein-Westerwald.
Zu Linkenbach gehören die Wohnplätze Gaststätte Straßenchrist, Birkhof, Breitheider Hof und Wonnenberger Hof.
Umgeben wird Linkenbach von den Nachbargemeinden Dürrholz im Norden, Urbach im Osten, Oberraden im Süden, Oberhonnefeld-Gierend im Südwesten sowie Willroth und Horhausen (Westerwald) im Westen.
| Fläche         | in ha | Anteil |
| -------------- | ----- | ------ |
| Wald           | 294   | 54,2 % |
| Landwirtschaft | 157   | 28,9 % |
| Siedlung       | 40    | 7,4 %  |
| Verkehr        | 42    | 7,7 %  |
| Wasser         | 2     | 0,4 %  |
| Sonstige       | 8     | 1,4 %  |
| Gesamt         | 543   |        |

(Stand: 31. Dezember 2017 – Quelle: Statistisches Landesamt Rheinland-Pfalz)

## Geschichte
Linkenbach wurde 1346 erstmals urkundlich erwähnt.
Mit dem Grafen zu Wied (ab 1784 Fürst) wurde in den Jahren 1716 bis 1793 ein jahrzehntelanger Streit um das Besitzrecht an dem Wald im Kirchspiel Urbach geführt. In einem Vergleich wurde den Einwohnern des Kirchspiels und damit anteilmäßig auch den Linkenbachern die Rechte an dem heutigen Märkerwald übertragen.
Mitte des 18. Jahrhunderts wird von einer Heilquelle in der Gemarkung Linkenbach berichtet. Diese befand sich im Walddistrikt „Hermannsborn“ und ist heute versiegt. Der Brunnen muss ein begehrtes Heilwasser gespendet haben, denn er wurde Tag und Nacht von Soldaten der Grafschaft Wied bewacht. Die Abgabe des Wassers erfolgte unter der Aufsicht der Soldaten, die auch die für das Wasser zu zahlenden Gebühren einkassierten. Hierzu wurde von der gräflich-wiedischen Verwaltung in Dierdorf am 7. März 1786 eine „Instruction und Ordre“ an den „bey dem Heylbrunnen ohnweit Linkenbach auf Commando stehenden Unter-Officier“ erlassen. So wurde z. B. verboten, dass „bey dem Brunnen Brantwein und anderes hitziges Getränk feyl gehalten wird“. Der Preis je Maaß (1¾ Liter) betrug 2 Stüber. Arme Leute erhielten das Wasser umsonst.
Für welche Leiden oder Gebrechen das Wasser dieses Heilbrunnens so begehrt war, ist nicht überliefert. Da in der „Instruction“ auch von „Sauerwasserkrügen“ die Rede ist, könnte es sich um einen Säuerling gehandelt haben, der bei inneren Leiden Anwendung findet.
Bevölkerungsentwicklung
Die Entwicklung der Einwohnerzahl von Linkenbach; die Werte von 1871 bis 1987 beruhen auf Volkszählungen:
| Jahr | Einwohner |
| ---- | --------- |
| 1815 | 146       |
| 1835 | 237       |
| 1871 | 259       |
| 1905 | 299       |
| 1939 | 276       |
| 1950 | 298       |
| 1961 | 338       |

| Jahr | Einwohner |
| ---- | --------- |
| 1970 | 401       |
| 1987 | 355       |
| 1997 | 474       |
| 2005 | 482       |
| 2011 | 466       |
| 2017 | 460       |
| 2022 | 546       |

## Politik

### Bürgermeister
Achim Hoffmann wurde 2009 Ortsbürgermeister von Linkenbach. Bei der Direktwahl am 26. Mai 2019 wurde er mit einem Stimmenanteil von 83,40 % für weitere fünf Jahre in seinem Amt bestätigt. Er wurde im Juni 2024 wiedergewählt.
Der Vorgänger von Achim Hoffmann war Edgar Manderbach.

### Wappen
| Wappen von Linkenbach | Blasonierung: „Durch einen silbernen Schrägbalken geteilt, oben in Grün eine silberne Wolfsangel und unten in Rot einen silbernen Schalenbrunnen mit geteiltem Wasserstrahl.“ |
| Wappen von Linkenbach | Wappenbegründung: Mit der Wolfsangel (Forsthaken) wird darauf hingewiesen, dass Linkenbach Anteil an dem großen Märkerwald im Kirchspiel Urbach hat. Der Brunnen weist darauf hin, dass früher in der Gemarkung Linkenbach ein Heilbrunnen sprudelte. Das Wappen wurde rechtsgültig mit Urkunde vom 9. November 1981 nach einem Entwurf von Ernst Zeller, Raubach. |

## Sehenswürdigkeiten
- Weiheranlage
- Grenzbachtal
- Siehe auch Liste der Kulturdenkmäler in Linkenbach

## Sonstiges
In der Gemarkung Linkenbach unterhält der Kreis Neuwied eine Mechanisch-biologische Abfallbehandlungsanlage (MBA) mit angeschlossener Deponie, zu der auch andere Landkreise ihren Abfall anliefern.

## Persönlichkeiten
- Rainer Kaul (* 1952), seit 1993 Landrat im Landkreis Neuwied, geboren in Linkenbach
- Guido Hammesfahr (* 1968 in Dierdorf), Schauspieler, aufgewachsen in Linkenbach

## Verkehr
Durch den Süden des Gemeindegebietes führt die ICE-Schnellfahrstrecke Köln–Rhein/Main (nächster Bahnhof in Montabaur) und die Bundesautobahn 3 (Köln–Frankfurt). Die in drei Kilometer Entfernung liegende Bundesstraße 256 (Mayen–Neuwied–Altenkirchen–Waldbröl–Bergneustadt) ist der nächste Autobahn-Zubringer (Autobahn-Anschlussstelle Neuwied).